# Hajdúszoboszló
Hajdúszoboszló é uma cidade da Hungria, situada no condado de Hajdú-Bihar. Tem 238,62 km² de área e sua população em 2019 foi estimada em 23.873 habitantes.